# Claude Le Roy
Claude Le Roy (Bois-Normand-près-Lyre, 1948. február 6. –) francia labdarúgóedző, korábbi játékos, a kongói labdarúgó-válogatott szövetségi kapitánya. Korábban Szenegál és Ghána csapatát is irányította. 2008-ban az ománi labdarúgó-válogatotthoz szerződött, 2009-ben  négyéves szerződést írt alá.
Le Roy pályafutásának íve nagyon változatos, a kis francia Amiens SC-nél fejezte be játékoskarrierjét, itt lett edző is. Legnagyobb sikereinek a Kamerunnal elért 1986-os ANK-ezüstöt és az 1988-as győzelmet tekintik. Ezután a szenegáli labdarúgó-válogatottnál vállalt munkát, az 1992-es afrikai nemzetek kupája negyeddöntőjéig jutott, majd visszatért Kamerunhoz, az 1998-as labdarúgó-világbajnokságon is ő vezette a csapatot. Közben 1994-től 1995-ig a maláj labdarúgó-válogatottat is irányította.
Miután 1996-ban elhagyta az AC Milan tanácsadói munkáját, 1996–97-ben a Paris Saint-Germain sportigazgatója lett. 2004-ben rövid időre Cambridge Unitednál edzősködött, szerinte csak "morális szerződést" írt alá, később azt állította, csak a későbbi menedzser Hervé Renardnak segített: "Csak segíteni akartam egy barátomnak, de megmentettük a klubot". Ezután a Kongói DK labdarúgó-válogatott szövetségi kapitányának nevezték ki. 2006 szeptemberében a Ghánai labdarúgó-szövetség kinevezte a ghánai labdarúgó-válogatott élére.
2008 februárjában a ghánai labdarúgó-valaha volt legjobb helyezését érte el a FIFA-világranglista 14. helyével, de májusban távozott.
2008 júliusában vette át az ománi labdarúgó-válogatott irányítását. Omán rosszul szerepelt az Öböl-kupán és az Ázsia-kupán, de Le Roy vezetésével megnyerték a 19.; 2009. januári maszkati Öböl-kupát. A torna során további 4 évvel meghosszabbította szerződését.
2011 márciusában lett a szíriai labdarúgó-válogatott szövetségi kapitánya, de májusban menesztették.
2013. december 5-én nevezték ki a kongói labdarúgó-válogatott élére.